# Regione di Ziguinchor
La regione di Ziguinchor è una regione amministrativa del Senegal, con capoluogo Ziguinchor.

## Geografia
Si estende nell'estrema parte sudoccidentale del Senegal, nella regione della Bassa Casamance, nel basso corso e nella zona di foce del fiume omonimo. Confina ad est con la regione di Sédhiou, a nord con il territorio del Gambia e a sud con la Guinea-Bissau; si affaccia ad ovest con un ampio tratto di costa sull'oceano Atlantico. Il clima è piuttosto umido, tropicale, con netta alternanza di una stagione secca invernale e una umida estiva.
Il capoluogo e maggiore centro urbano è Ziguinchor, porto sul fiume Casamance, con una popolazione di circa 166.000 abitanti; altre cittadine di rilievo locale sono Bignona (circa 27.000 abitanti) e Thionck-Essil (circa 8.000 abitanti).
La regione è divisa in: 3 dipartimenti (elencati) e 8 arrondissement: i centri urbani con status di comune sono 5.
- Bignona
- Oussouye
- Ziguinchor